# Mäksa
Mäksa är en by i sydöstra Estland. Den ligger i Kastre kommun och landskapet Tartumaa, 170 km sydost om huvudstaden Tallinn. Antalet invånare är 120. Den tillhörde Mäksa kommun 1992-2017.
Mäksa ligger 40 meter över havet och terrängen runt byn är mycket platt. Runt Mäksa är det glesbefolkat, med 12 invånare per kvadratkilometer. Närmaste större samhälle är Tartu, 15 km väster om Mäksa. Trakten runt Mäksa består till största delen av jordbruksmark.